# درامي ميشايلو
درامي ميشايلو (بالفرنسية: Michailou Dramé)‏ (مواليد 13 يوليو 1992) هو لاعب كرة قدم مولود في مالي و يحمل أيضاً الجنسية البوركينية يلعب حاليًا لصالح مستقبل قابس ومنتخب بوركينا فاسو .

## روابط خارجية
- درامي ميشايلو على موقع قاعدة بيانات كرة القدم.إي يو (الإنجليزية)

- درامي ميشايلو